# فورموكريزول
الفورموكريزول عبارة عن خليط يتكون من الفورمالين والكريزول والغليسيرين المستخدم في طب الأسنان. يُستخدم لبتر اللب الحيوي للأسنان الأولية وكدواء مؤقت داخل القناة أثناء علاج قناة الجذر. يشكل محلول باكلي 20% من الفورموكرزول المخفف بالغليسيرين والماء المقطر.
أُهمل استخدام الفورموكريزول في طب أسنان الأطفال، واقتُرِح كبريتات الحديد كبديل.